# ایساو تانیگوچی
ایساو تانیگوچی (انگلیسی: Isao Taniguchi؛ زادهٔ ۱۶ فوریهٔ ۱۹۹۱) بازیکن فوتبال اهل ژاپن است.